# Mohamed Mustafa
Mohamed Mustafa Mohamed Ahmed (ur. 19 lutego 1996 w Chartumie) – sudański piłkarz grający na pozycji bramkarza. Od 2024 jest zawodnikiem klubu Azam FC.

## Kariera klubowa
Swoją karierę piłkarską Mustafa rozpoczął w klubie Al-Merreikh Al-Fasher, w którym zadebiutował w 2011 roku. W 2014 roku przeszedł do Al-Merreikh. W sezonie 2015 wywalczył z nim mistrzostwo Sudanu. W sezonach 2014 i 2016 został wicemistrzem Sudanu. Zdobył też dwa Puchary Sudany w sezonach 2014 i 2015. W 2017 roku grał w Al-Merreikh Nyala, a w sezonie 2018 w Al-Ahly Atbara. W 2018 wrócił do Al-Merreikh. W sezonach 2018/2019 i 2019/2020 został z nim mistrzem Sudanu, a w sezonach 2020/2021 i 2022 - wicemistrzem. W 2024 przeszedł do tanzańskiego Azam FC. W sezonie 2023/2024 wywalczył z nim wicemistrzostwo kraju.

## Kariera reprezentacyjna
W reprezentacji Sudanu Mustafa zadebiutował 5 grudnia 2015 w zremisowanym 1:1 (porażka po serii rzutów karnych 4:5) meczu Pucharu CECAFA z Etiopią, rozegranym w Addis Abebie. W 2022 roku został powołany do kadry na Puchar Narodów Afryki 2021. Na tym turnieju rozegrał jeden mecz grupowy, z Egiptem (0:1).